# The Sea and Cake
The Sea and Cake ist eine vom Jazz beeinflusste Post- und Indie-Rock-Band aus Chicago, Illinois, die 1993 von dem Sänger und Gitarristen Sam Prekop und dem Bassisten Eric Claridge zusammen mit dem Gitarristen Archer Prewitt und dem Schlagzeuger John McEntire gegründet wurde, was ihr den Ruf einer Post-Rock-Supergroup einbrachte. Die Band benannte sich nach dem missverstandenen Gastr-del-Sol-Songtitel The C in Cake.

## Geschichte
Die beteiligten Musiker waren vor und nach der Bandgründung aktiv in der Chicagoer Postrock-Szene beteiligt. Bei den ersten Alben waren die Einflüsse der bisherigen Bands der Mitglieder (u. a. Gastr Del Sol, The Coctails, Shrimp Boat und Tortoise) mehr oder weniger deutlich vernehmbar. Ihre eigene Interpretation des Klanges bezieht vor allem Elemente von Jazz, Rhythm and Blues, Krautrock und Easy Listening ein, verarbeitet aber auch eingängige Pop-Strukturen und elektronische Klänge. Seit dem 2000er Album Oui verarbeitet die Band verstärkt auch lateinamerikanische und afrikanische Einflüsse. Markenzeichen der Band wurde so der entspannte, elegante und rhythmisch präzise Klang. Ungewöhnlich ist auch die Methode, Prekops Gesang erst ganz zum Schluss der Aufnahmen zu ergänzen, was bewirkt, dass die anderen Bandmitglieder dieses Element erst beim Mischen des jeweiligen Albums zum ersten Mal hören.
Zwischen 2004 und 2007 legte The Sea and Cake eine Pause ein. Auch in der Zeit zwischen den anderen Alben betätigten sich die Musiker an Soloalben oder arbeiteten mit befreundeten Künstlern zusammen. Mit Ausnahme des 2007er Albums Everybody wurden alle Veröffentlichungen der Band von McEntire produziert, sämtliche Alben erschienen bei Thrill Jockey. Die künstlerische Gestaltung der Alben besteht häufig aus Gemälden von Claridge sowie Fotografien von McEntire.
Die Band stößt vor allem bei Kritikern auf positives Echo. So belegte das Debütalbum The Sea and Cake 1994 Platz 4 der Kritiker- und Platz 6 der Lesercharts der Spex.

## Diskografie

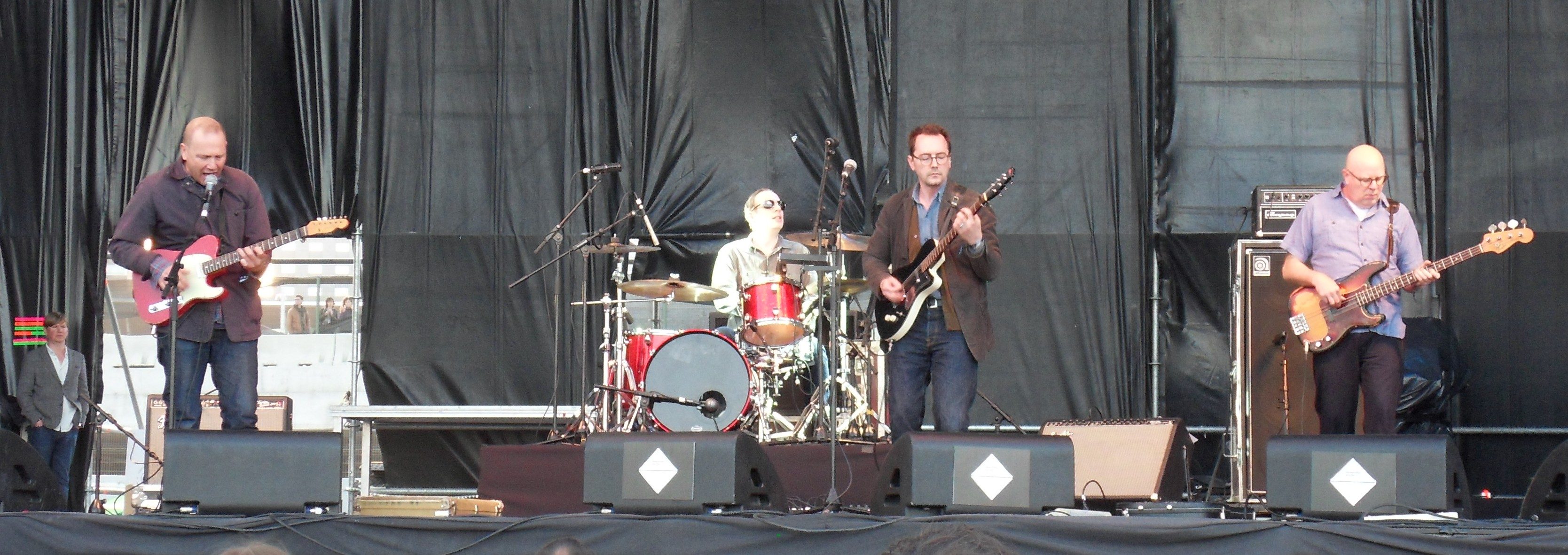
The Sea and Cake beim Primavera Sound 2013
von links: Sam Prekop, John McEntire, Archer Prewitt, Doug McCombs

### Alben
- 1994: The Sea and Cake
- 1995: Nassau
- 1995: The Biz
- 1997: The Fawn
- 1997: Two Gentlemen
- 2000: Oui
- 2003: One Bedroom
- 2007: Everybody
- 2008: Car Alarm
- 2011: The Moonlight Butterfly
- 2012: Runner
- 2018: Any Day

### Singles und EPs
- 1995: Glad You're Right (7"-Single, auf 500 Exemplare limitiert)
- 1997: Two Gentlemen (12"-Remix-EP)
- 1999: Window Lights (7"-Single)
- 2003: Glass (EP)